# 大众途观
大众途观（英語：Volkswagen Tiguan）是一款由德國汽車製造商大众汽车製造的緊湊型跨界SUV，第一代使用PQ46平台，第二代開始使用MQB平台。

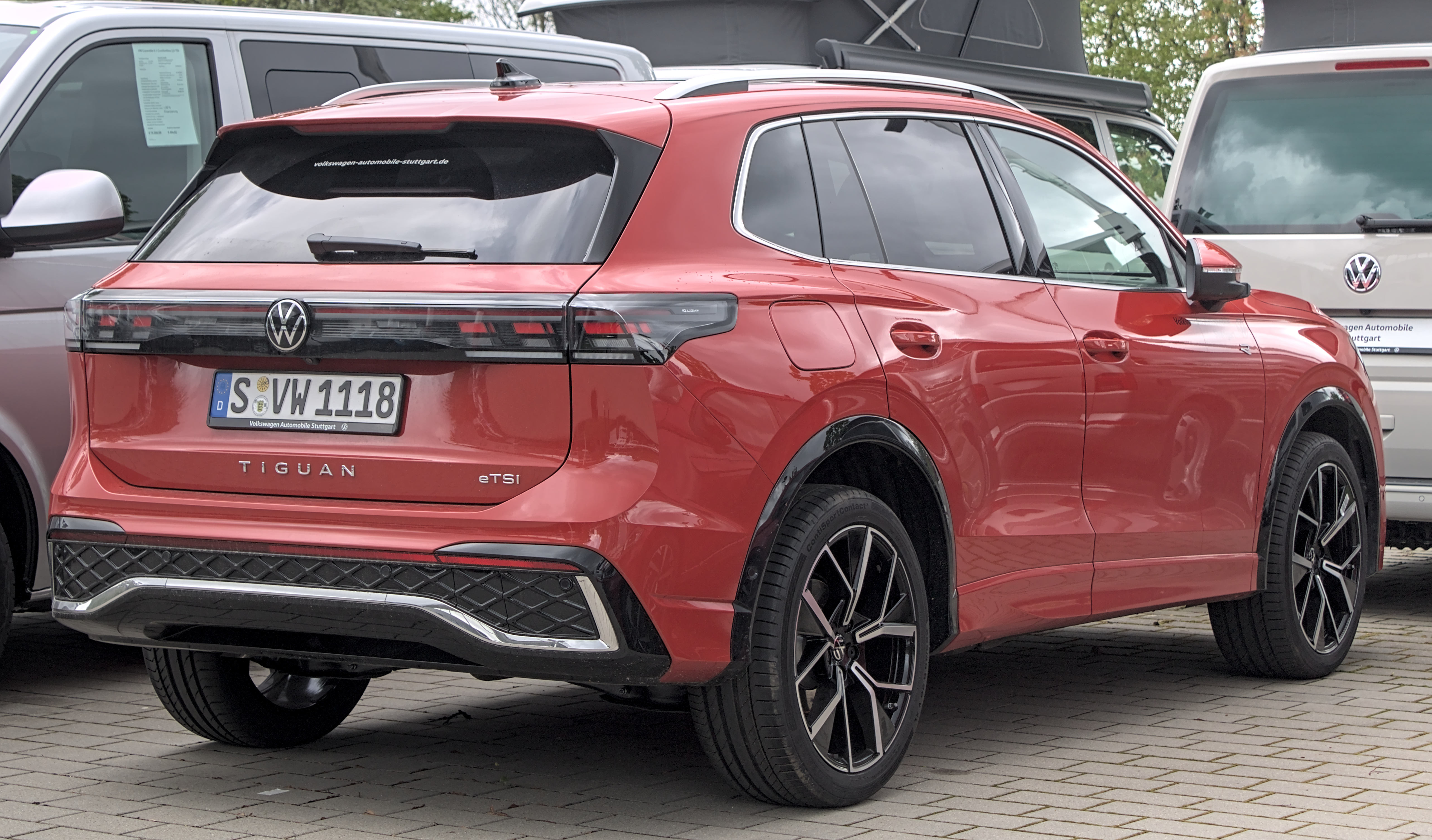
2024年式的Tiguan R-Line車尾

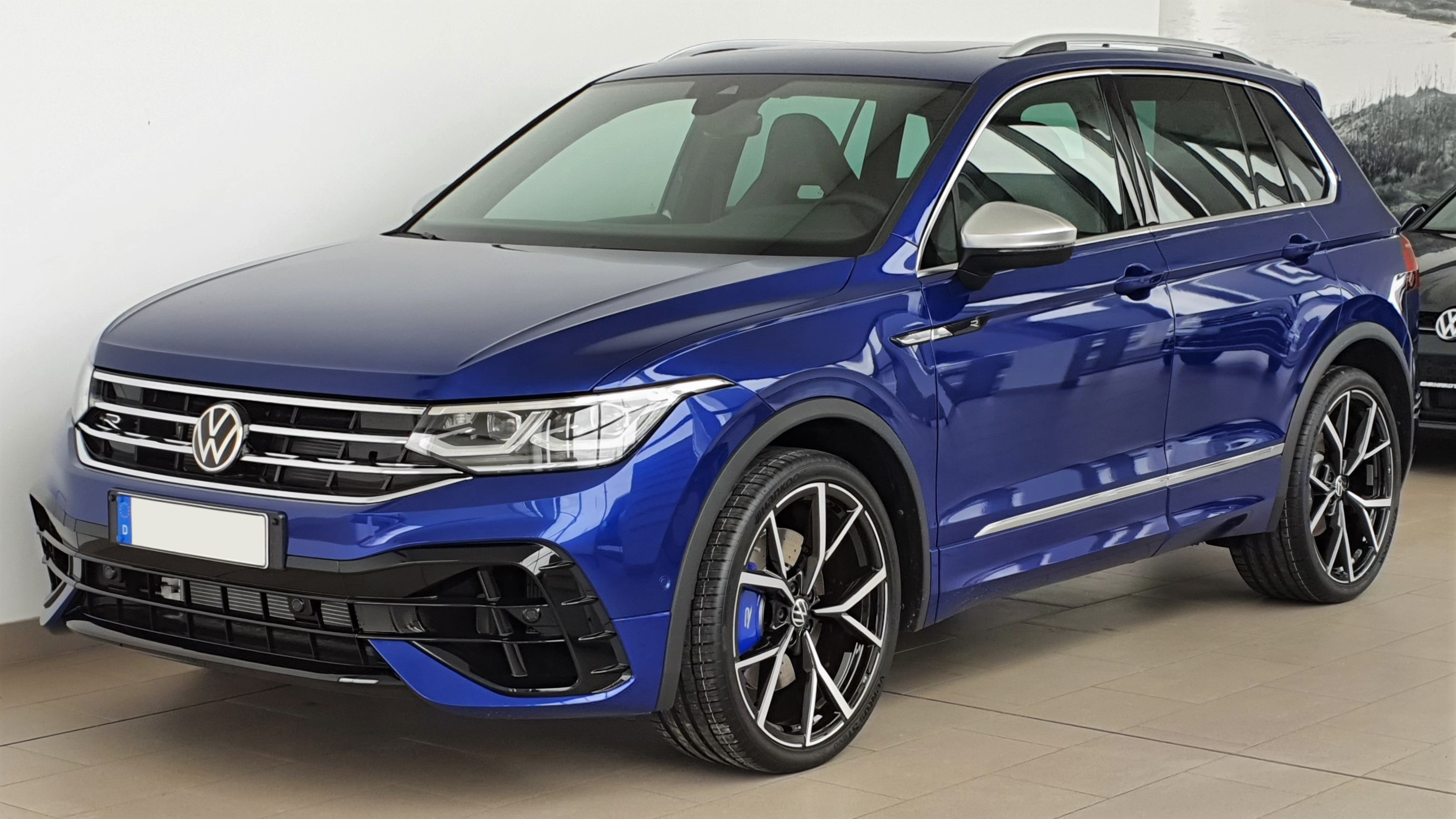
2020年式的Tiguan R

## 第一代（2007）
所有第一代（5N）途观都有兩排座椅和橫向安裝的四缸發動機。
途观在2006年11月洛杉矶国际汽车展和2007年法蘭克福車展上以概念車生產形式首次亮相。正式量產製造在2007年冬季開始於大眾在沃爾夫斯堡的子公司Auto 5000，並根據公司的標準合同安排繼續在沃爾夫斯堡和俄羅斯卡盧加生產。
截至2011年9月，途观已於全球售出超过70萬輛，其最大銷售市场依销量排序为欧洲、俄罗斯、美国、中国、巴西和澳大利亚。
其名稱發音為TEE-gwan，是德語單詞Tiger（“老虎”）和Leguan（“鬣蜥”）組成的一個混成詞，並贏得了德國汽車雜誌出版商Autobild的命名大賽。歐洲NCAP亦給予途观五星級安全評級。
2017年大眾途觀的三排七座車型已被確認在該品牌的墨西哥普埃布拉組裝廠建成。

## 第二代（2016）

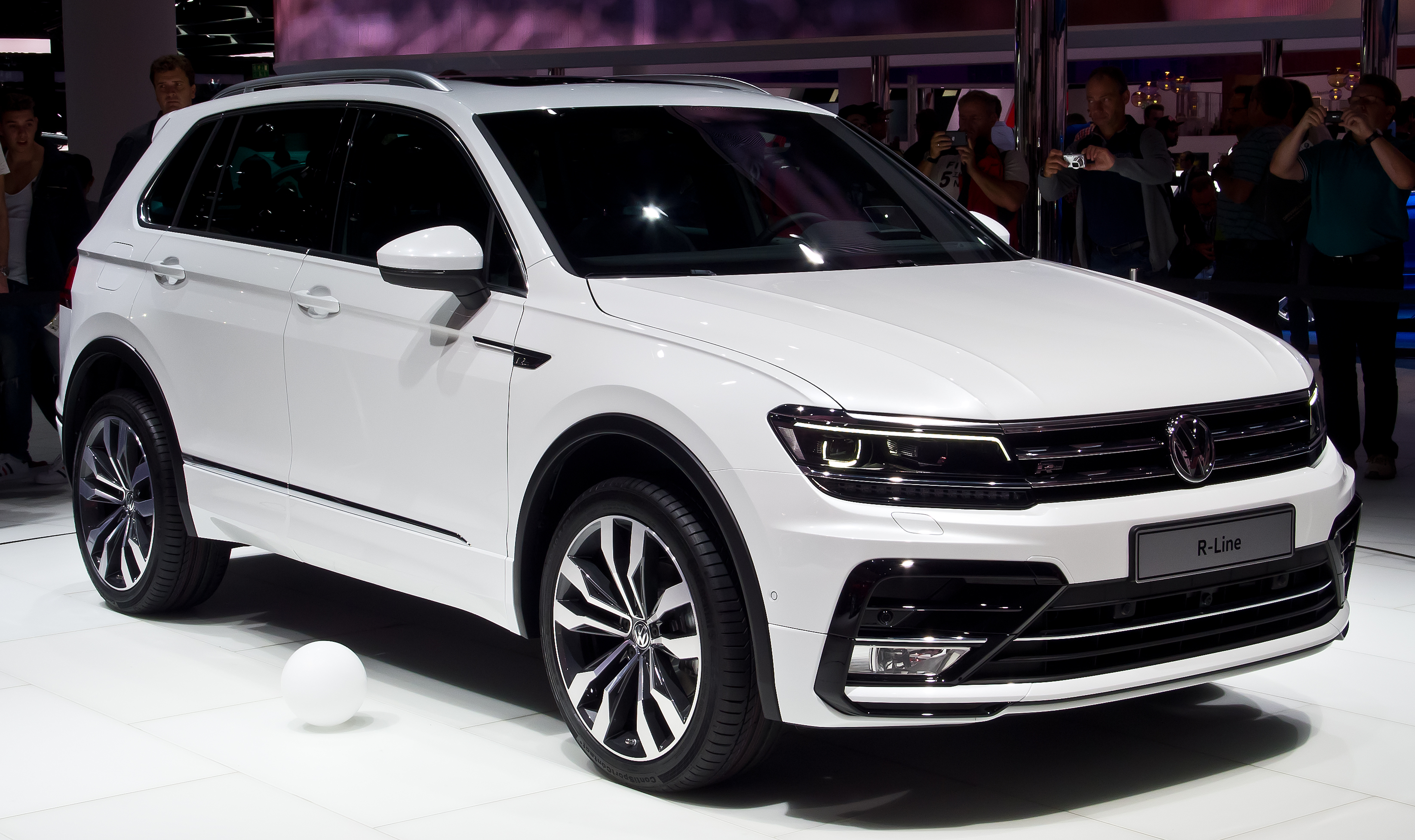
法蘭克福車展上的途觀

第二代途观被揭幕於法蘭克福車展。 新途观長4.49米，寬1.84米，安置在軸長2.68米的軸距上。 這比第一代途观長約61mm和寬約30mm。
新途观前輪驅動版本自基部算起高1.63米，比之前減少33mm。
第二代途观將生產短軸距版本和長軸距版本。 短軸距途观將在歐洲上市; 長軸距變化版本將在歐洲、北美、中國和其他市場出售。 在北美，渦輪增壓四缸汽油發動機將與八速自動變速器匹配。
途观（Mk2）和奧迪Q3（Mk2）皆建立在大众集团MQB平台上。
位於墨西哥普埃布拉的大型大眾生產工廠將生產2017年途观。 

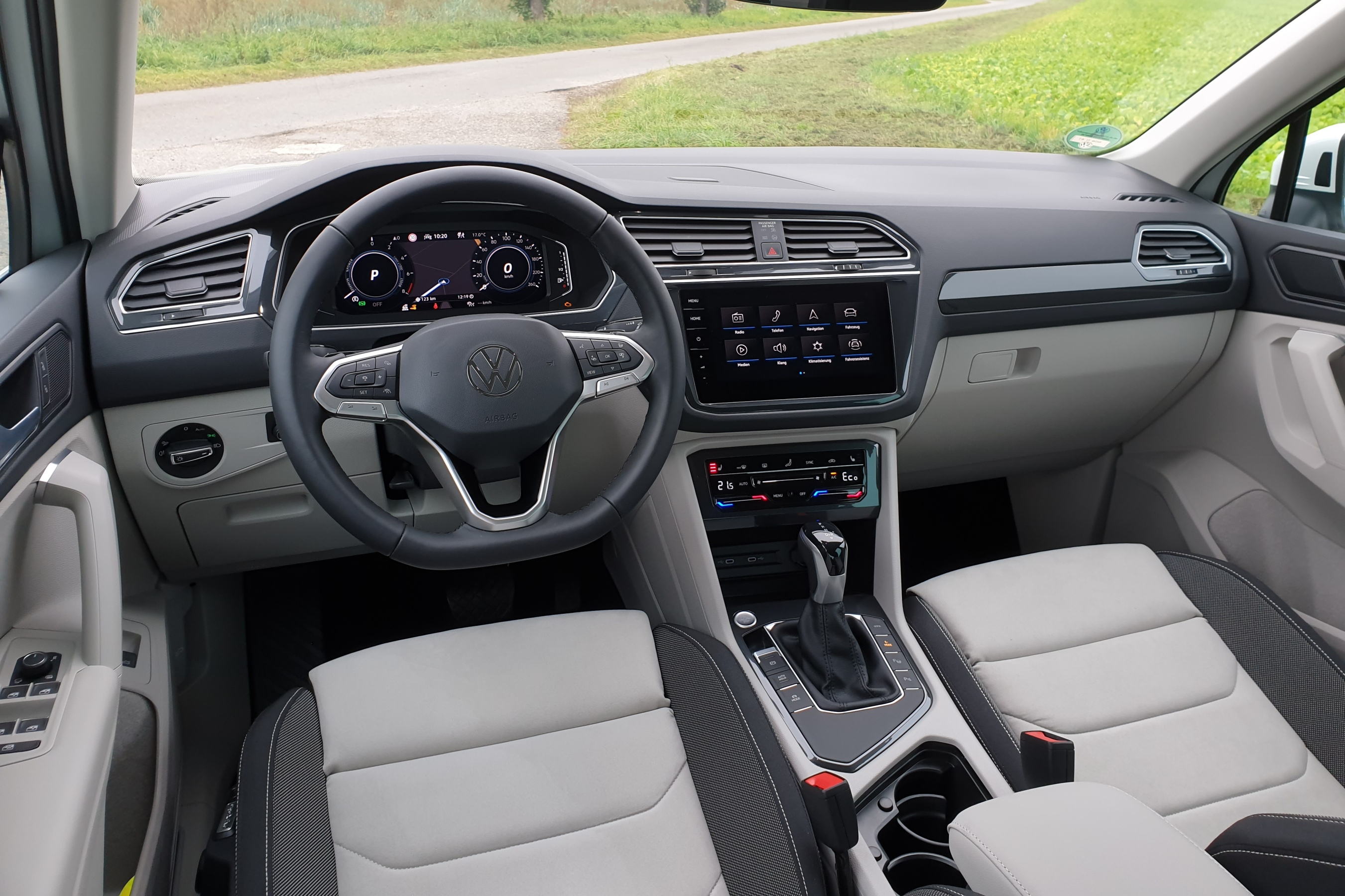
2020年式Tiguan內裝

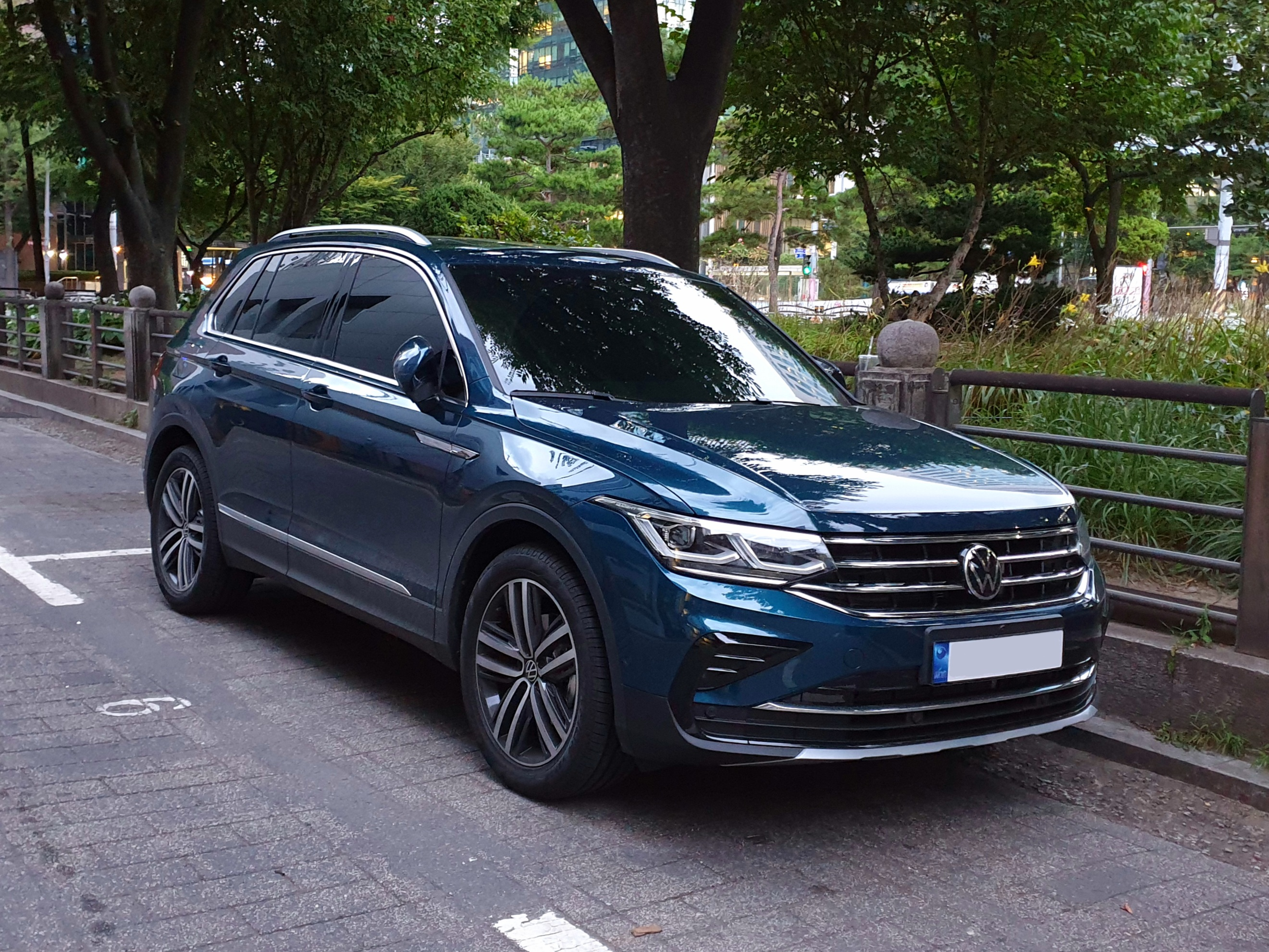
2021年Tiguan車頭

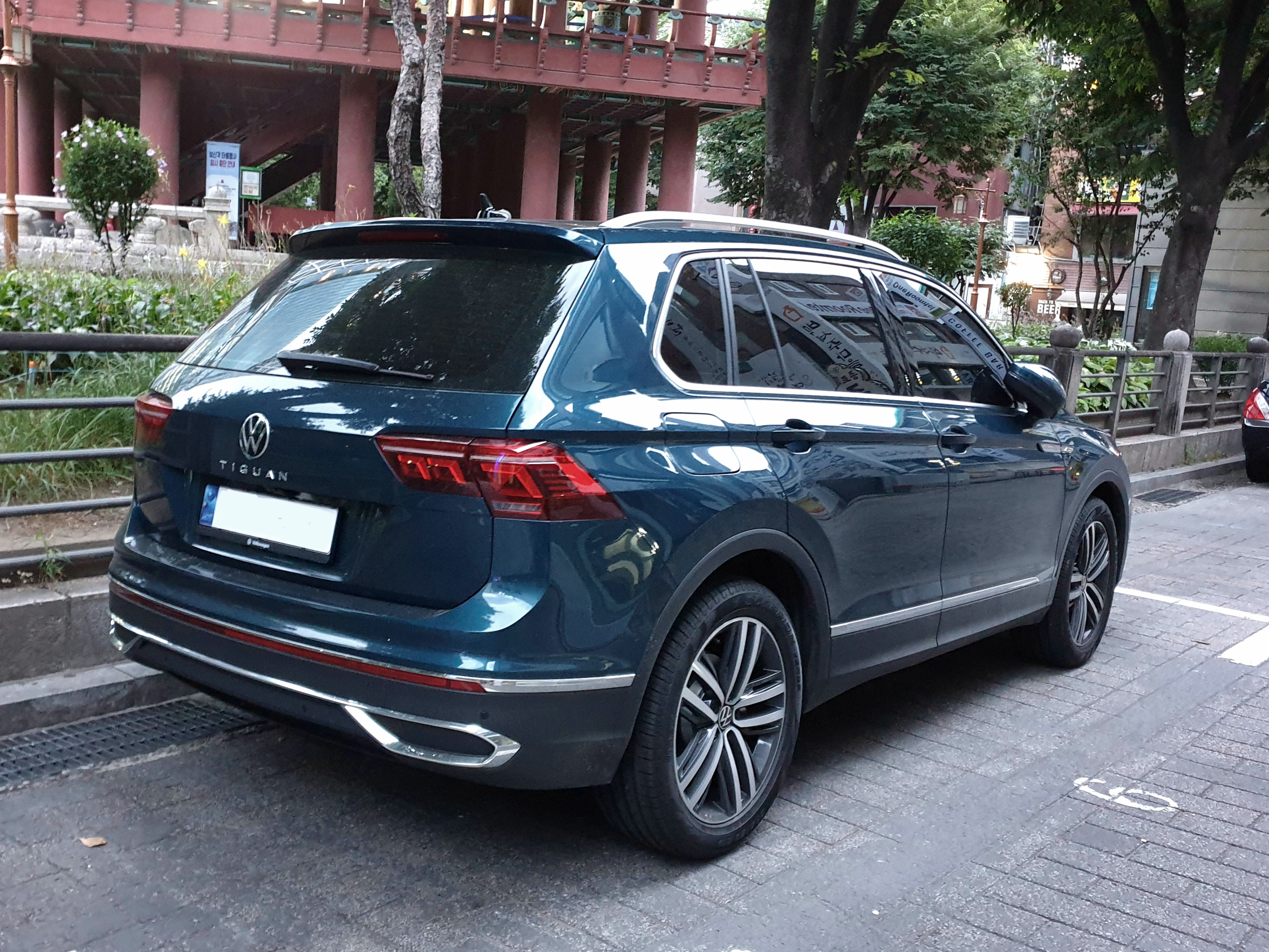
2021年Tiguan車尾

## 第三代（2024）

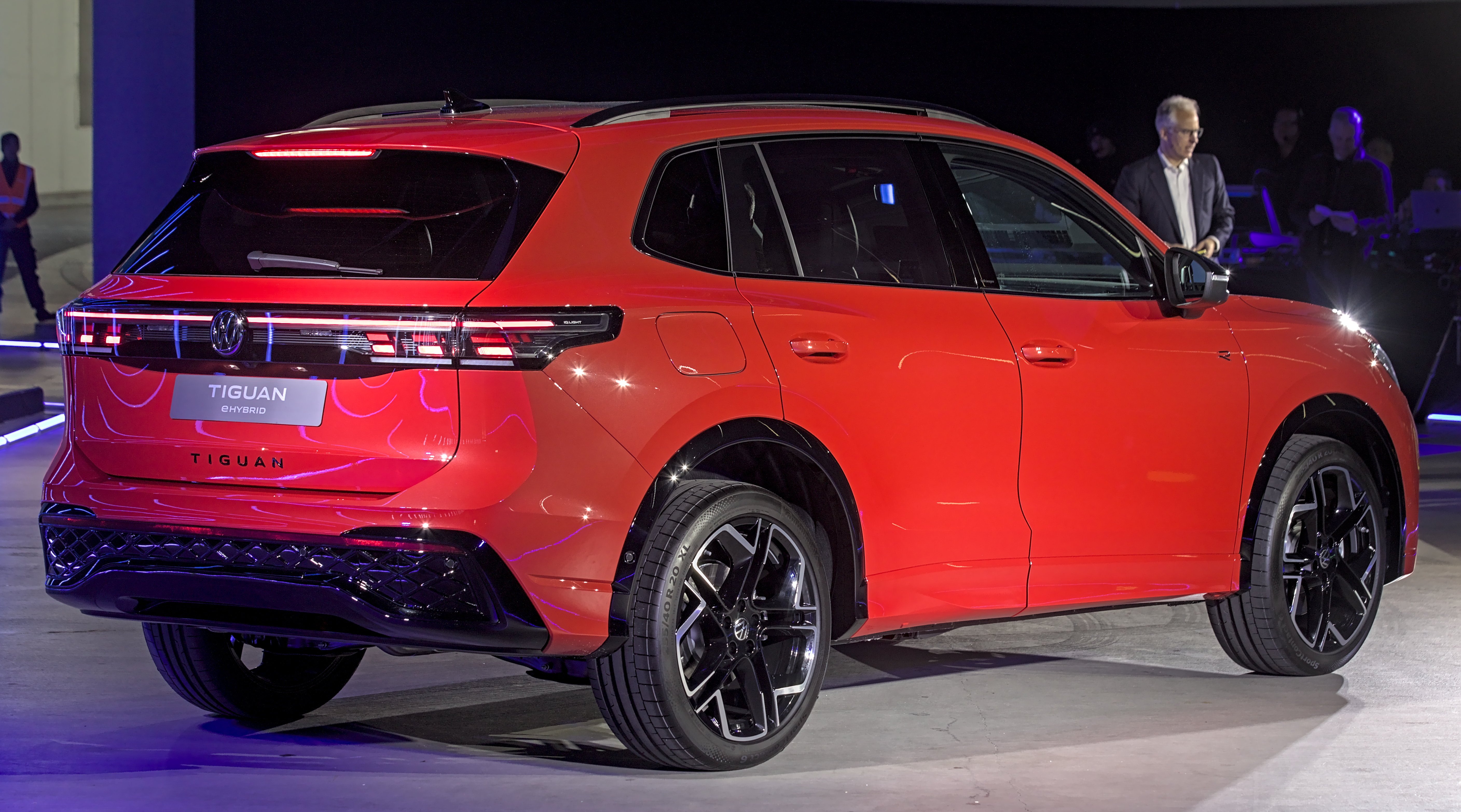
車尾
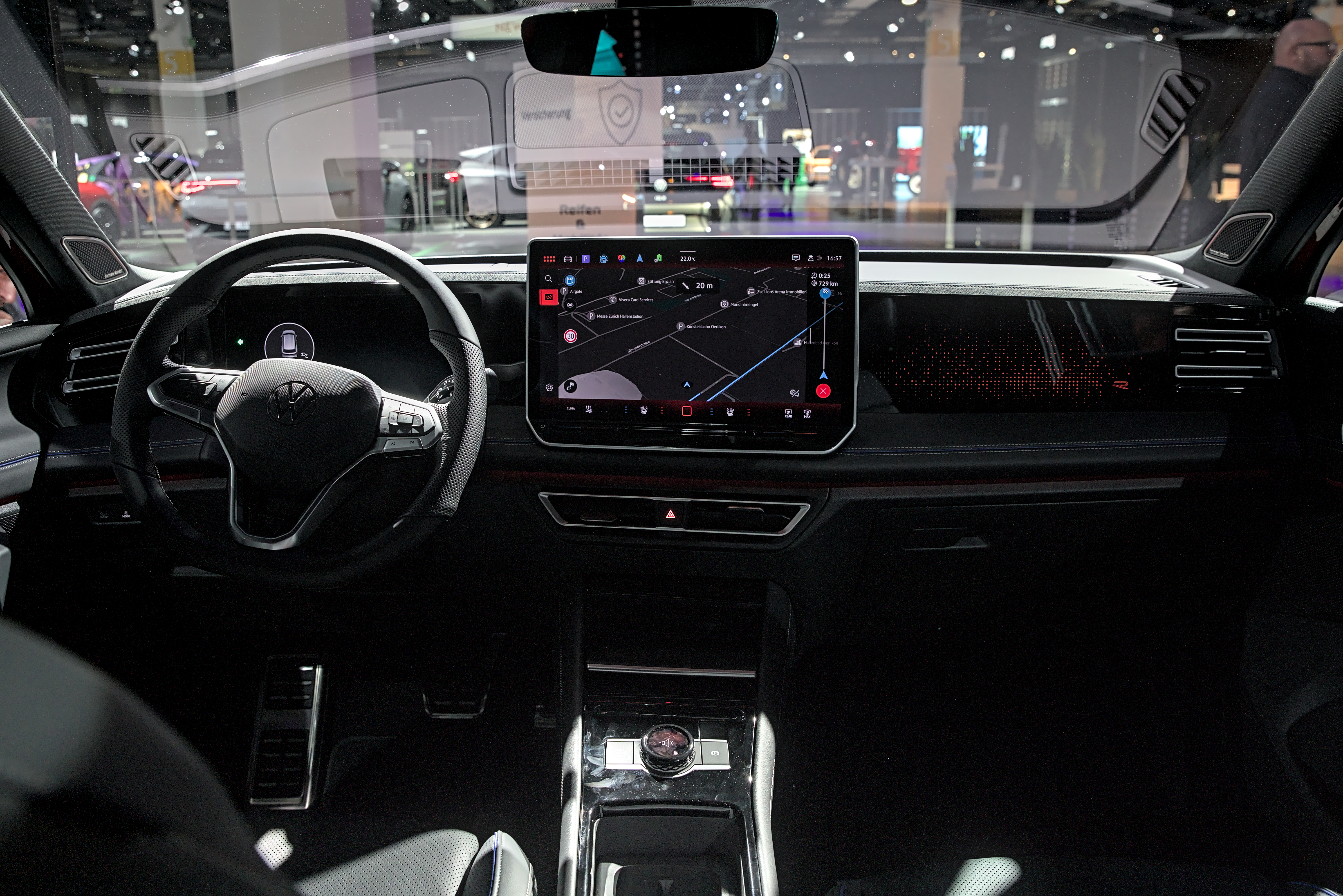
內裝

## 沿革

### 上海大众途观

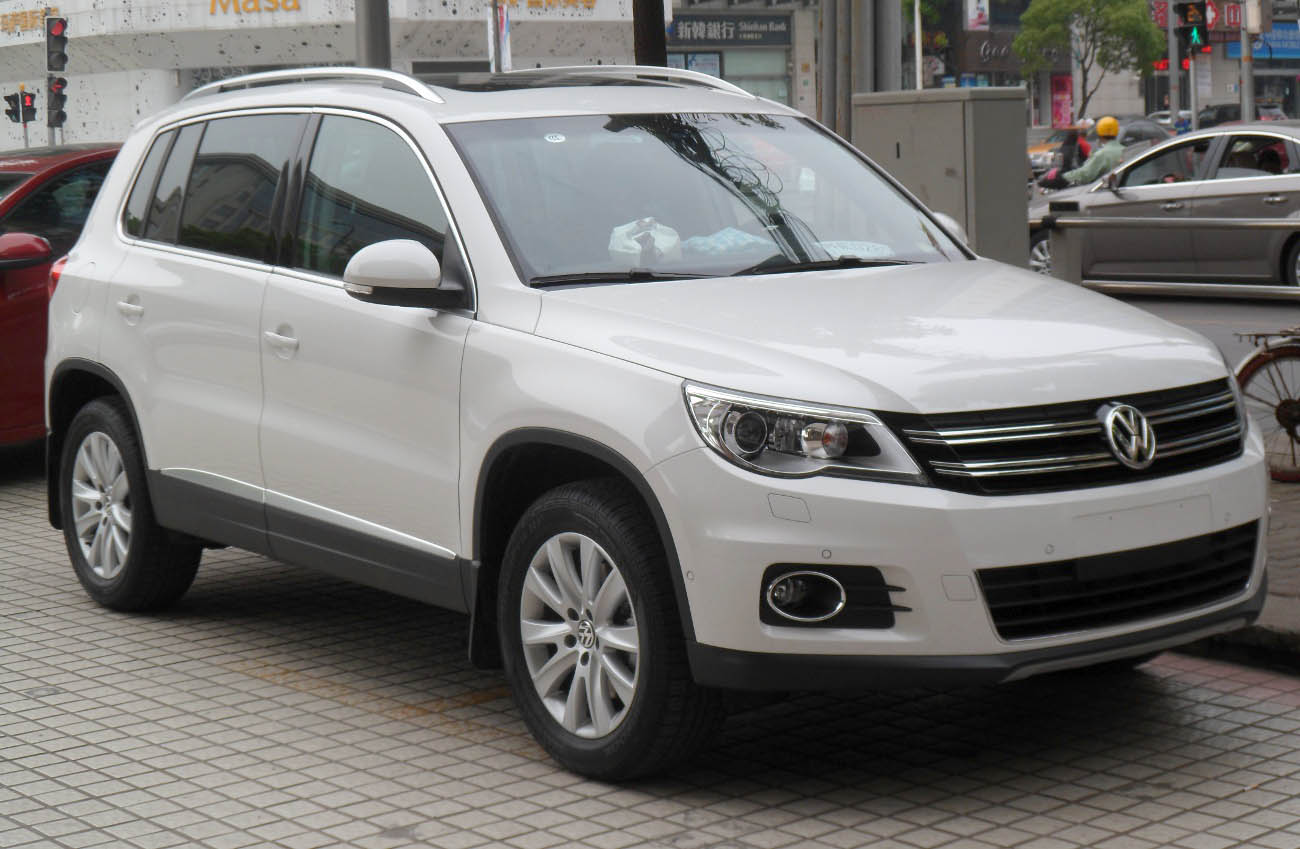
上海大众途观

中国大陆国产的大众途观，是由上海大众于2010年3月26日推出上市，车辆使用1.8TSI-160马力-L4的6挡手动、6挡手自一体和2.0TSI-200马力-L4的6档手自一体，其中1.8TSI是中国市场独有的车型。2011年，又推出了1.4TSI-131马力的6挡手动车型。。在中国合资SUV车市场取得了很好的市场占有率，与本田CR-V分庭抗礼，上海大众4S店采用加价销售的方式却依然供不应求。2012年，上海大众途观全年累计销售达17.4万辆，成为中国SUV年度销量冠军。

#### 事故
2010年7月，途观在中国市场的生产商上海大众公司的总经理刘坚、公关总监曾家麟以及随行共四人在甘肃瓜州乘坐途观时遭遇车祸起火，车上四人全部罹难。

#### 召回事件
2013年11月13日，国家质量监督检验检疫总局发布公告，由于车外照明灯存在安全隐患，从当年11月25日起对于上海大众汽车有限公司2010年1月4日至2011年11月10日期间生产的途观2010/2011款1.8T/2.0T实行召回。

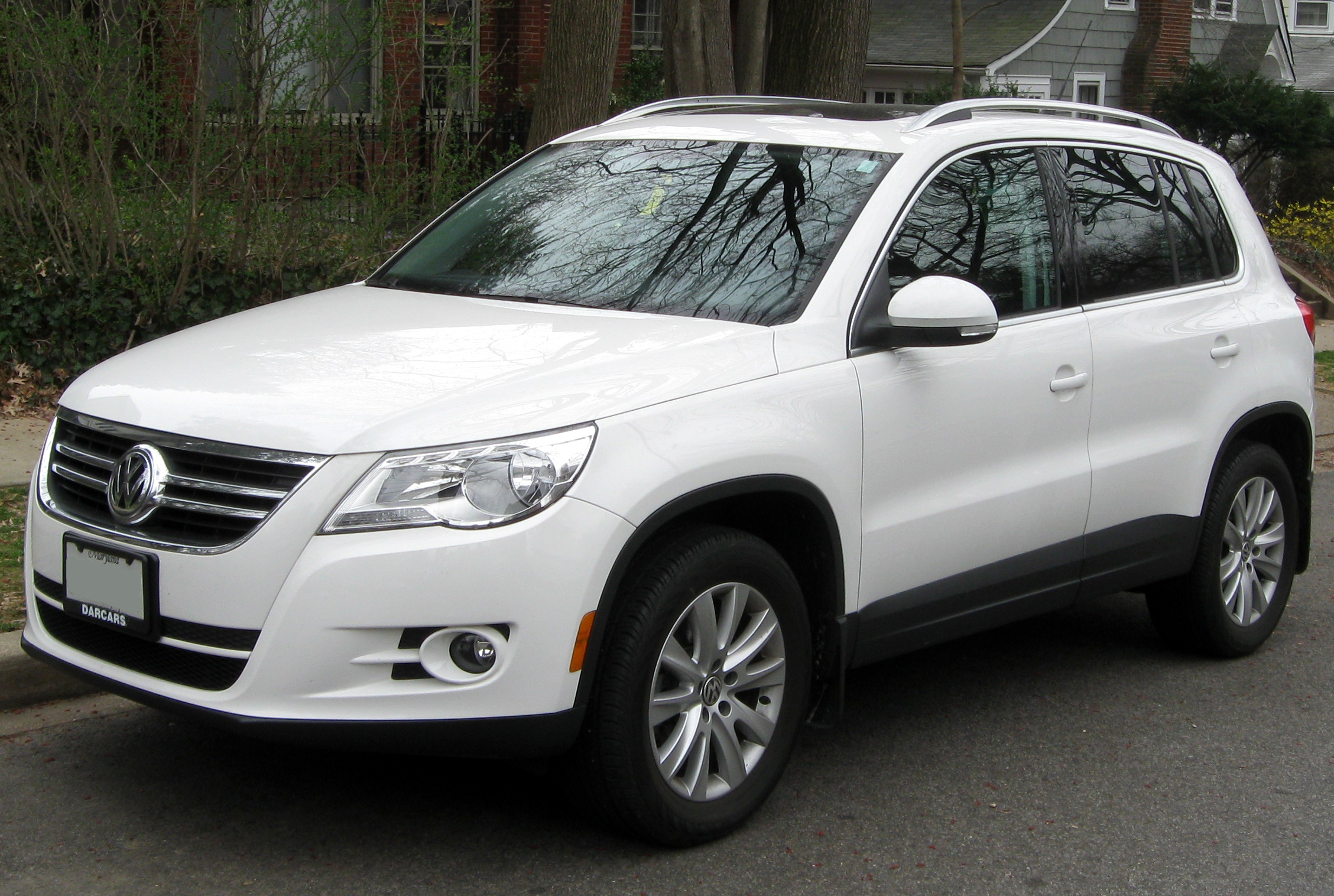
原款途观 (美版)
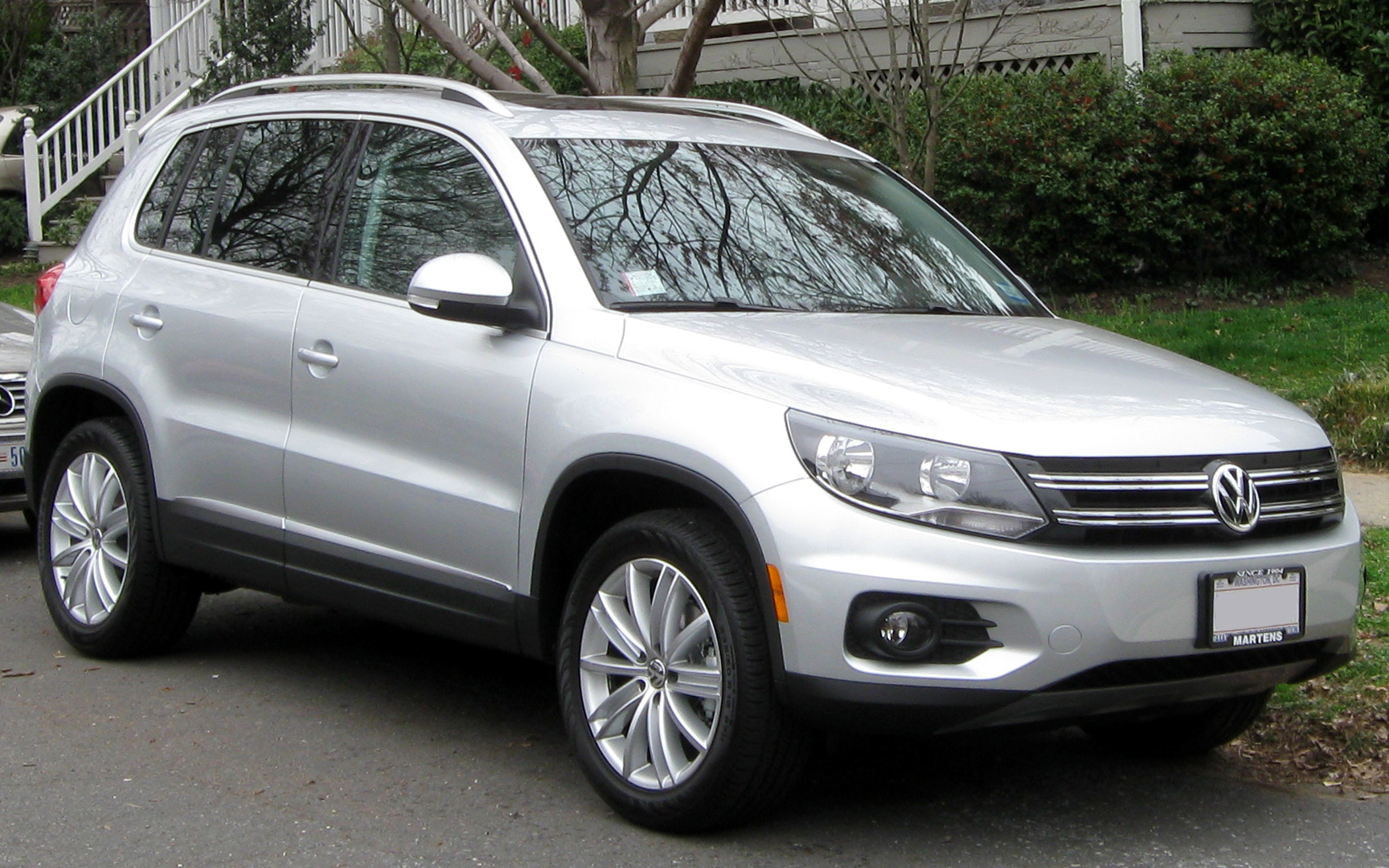
2012款途观 (美版)
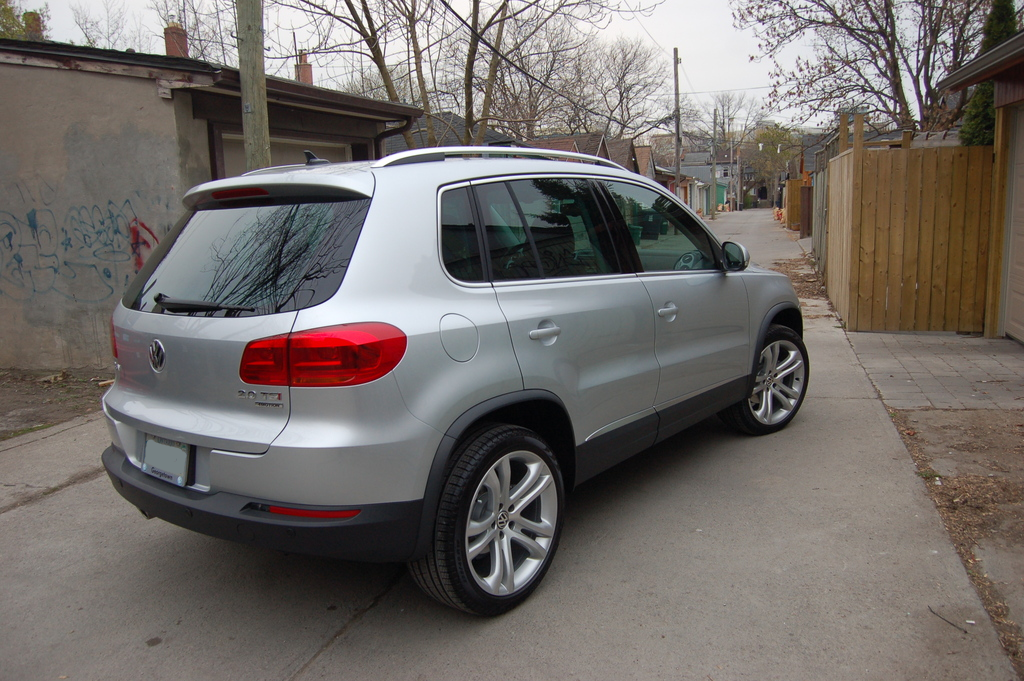
2012年小改款运动版 (加拿大版)
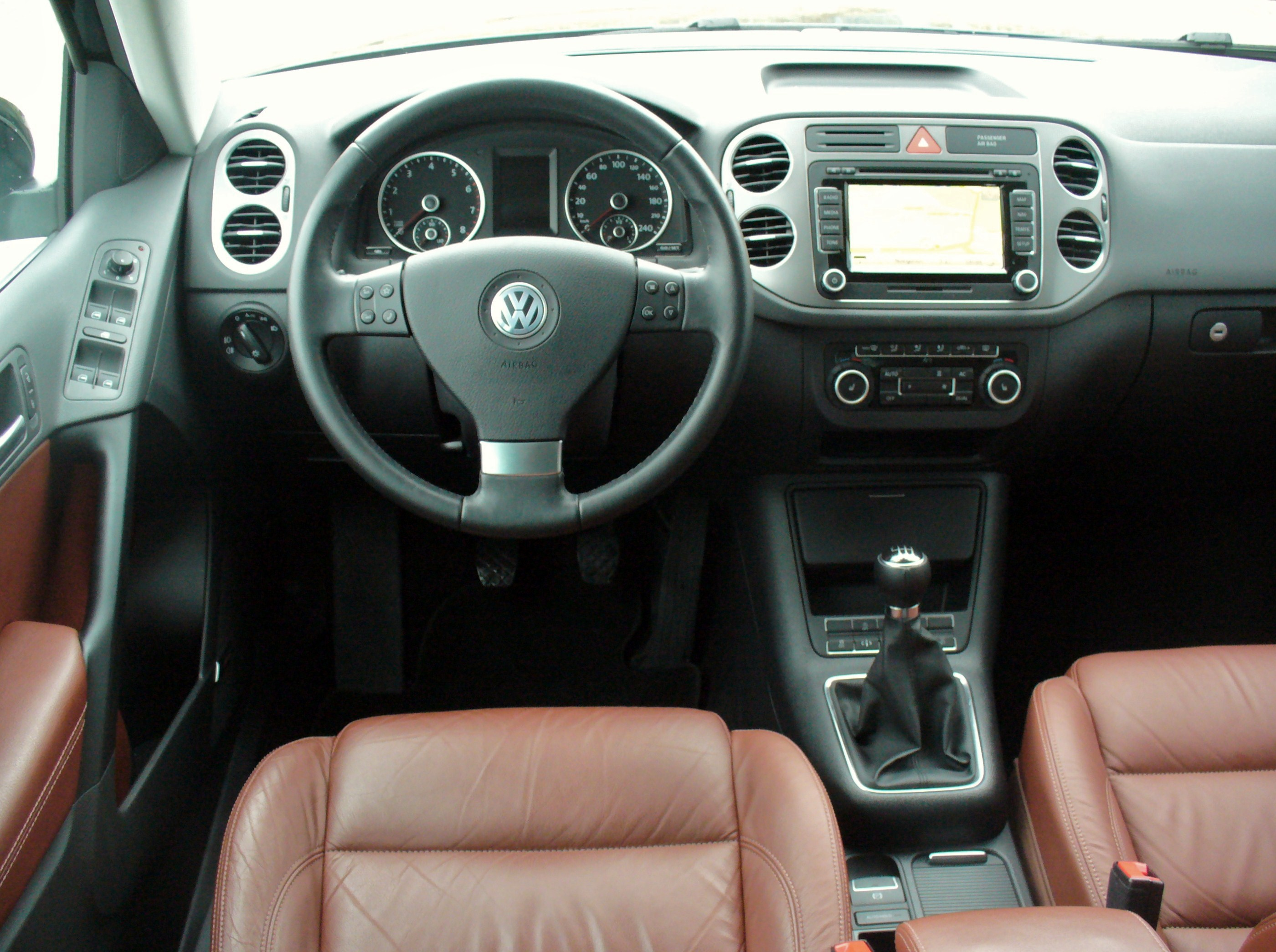
1.4TSI 蓝驱原款内饰
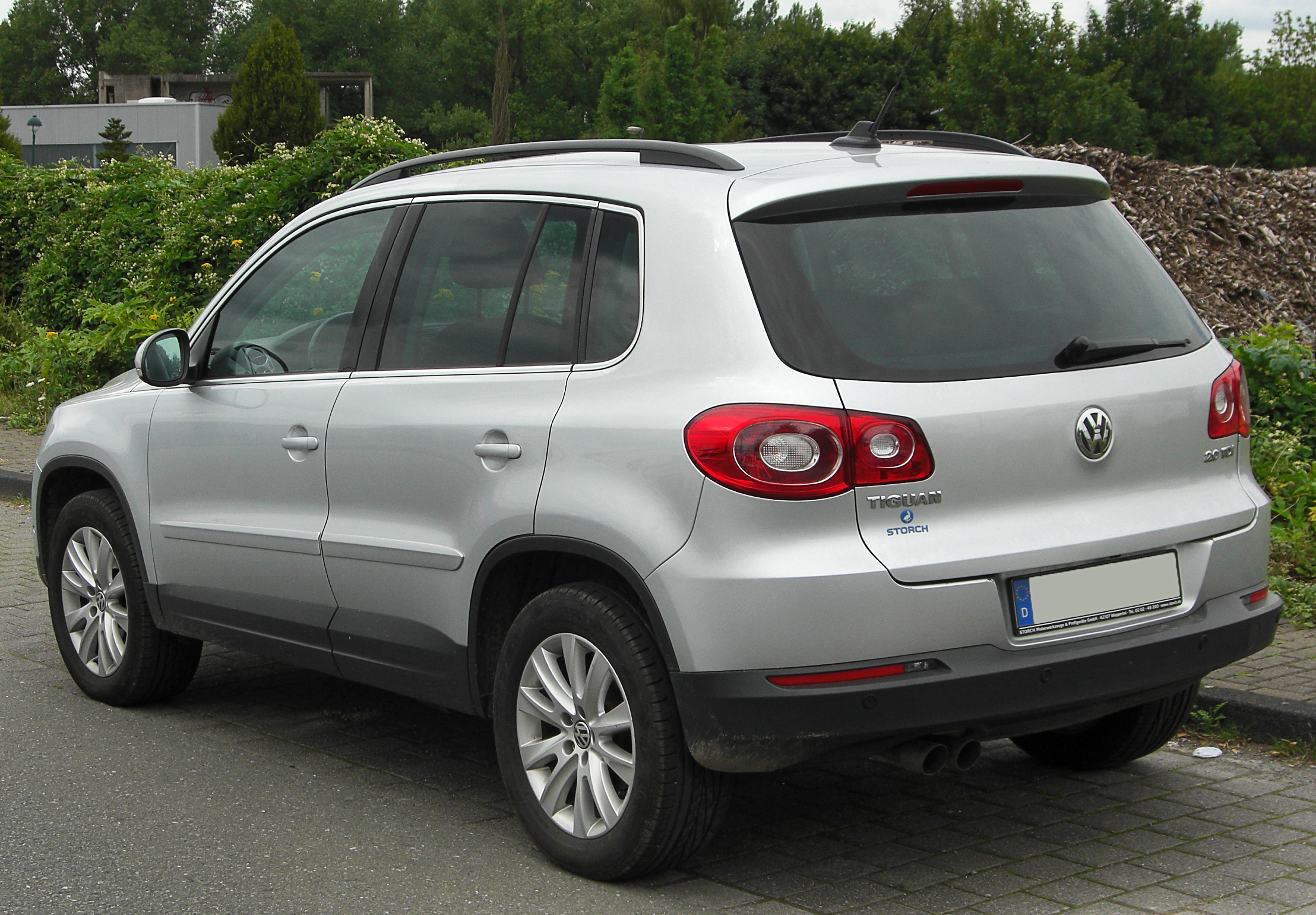
2.0TDI原款 (欧版)
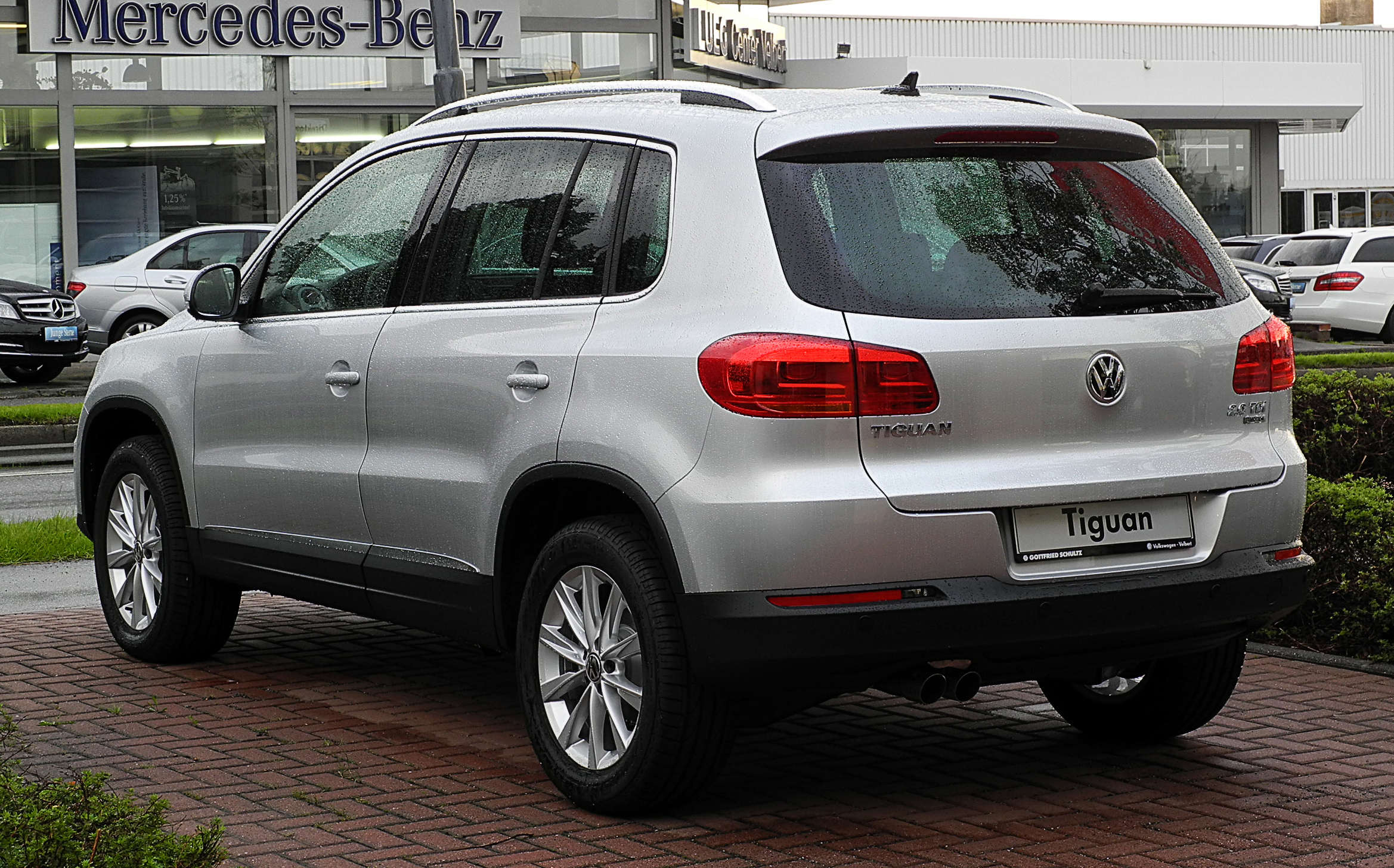
改款 Track & Style 2.0 TDI (欧版)
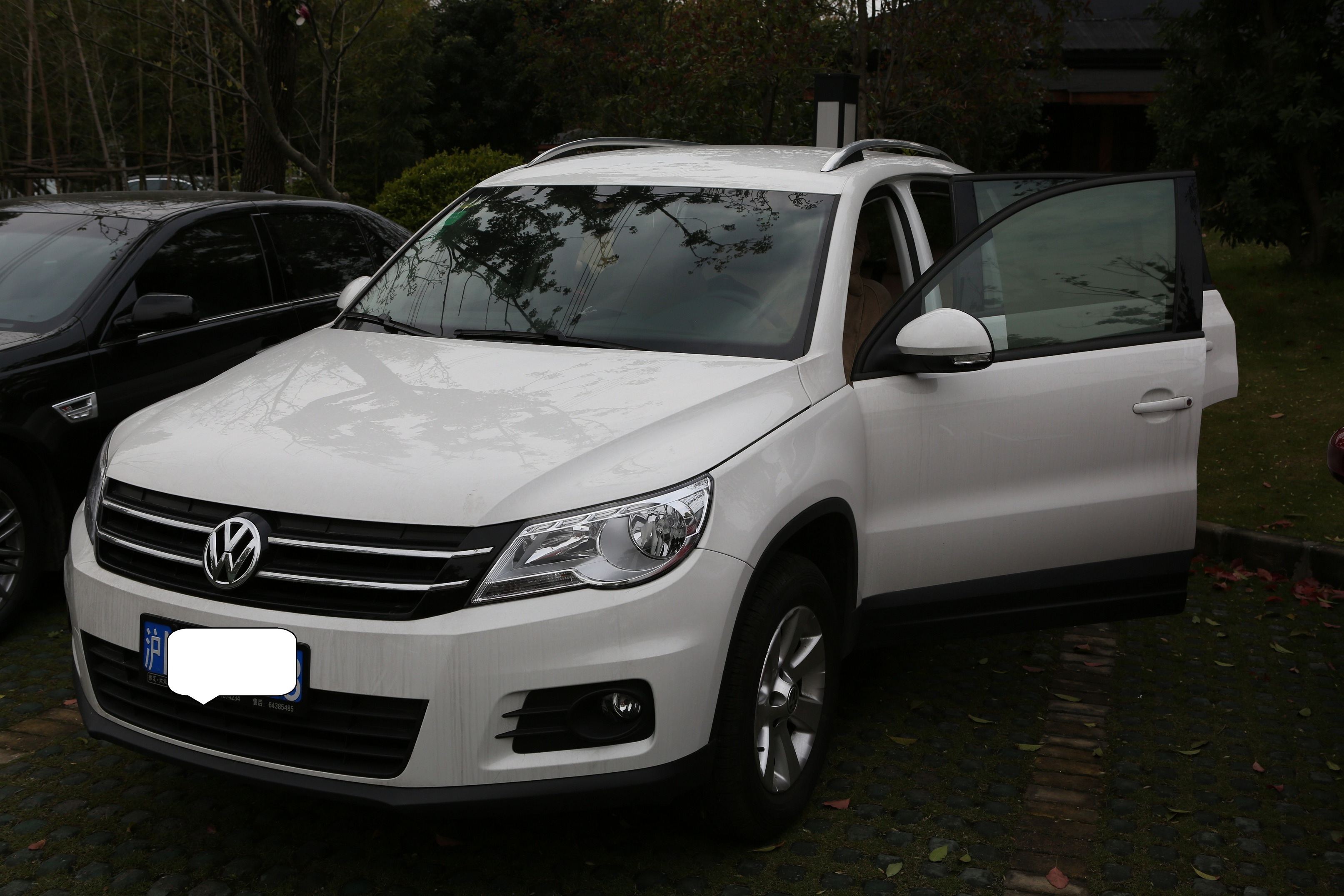
2012款都会版途观 (上海大众版)